# Vendeuil

Vendeuil este o comună în departamentul Aisne din nordul Franței. În 1 ianuarie 2022 avea o populație de 926 de locuitori.